# Empresa Cubana de Aeropuertos y Servicios Aeronáuticos
Empresa Cubana de Aeropuertos y Servicios Aeroportuarios SA (« Société cubaine des aéroports et des services aéroportuaires » ou ECASA) est une entreprise publique qui exploite les aéroports de Cuba, notamment l'Aéroport International José Martí de la Havane,.
Ses autres attributions le contrôle aérien, sécurité aérienne et la manutention des bagages.